# عنقص أوفاروفي
عنقص أوفاروفي (الاسم العلمي: Empusa uvarovi) هو نوع من الحشرات يتبع جنس العنقص من الفصيلة العنقصية. تم وصف هذا النوع من الحشرات علمياً لأول مرة من قبل لوسيان شوبارد (بالإنجليزية: Lucien Chopard)‏ سنة 1921. سمي هذا النوع تكريماً لعالم الحشرات الروسي-البريطاني السير بوريس بتروفيتش أوفاروف (بالإنجليزية: Sir Boris Petrovitch Uvarov)‏.

## نطاق الإنتشار
يعد هذا النوع من سرعوفيات آسيا ويتواجد في الهند والعراق وفلسطين.